# منشأة الأخوة
قرية منشاة الاخوة هي إحدى القرى التابعة لمركز أجا في محافظة الدقهلية في جمهورية مصر العربية. حسب إحصاءات سنة 2006، بلغ إجمالي السكان في منشاة الاخوة 8640 نسمة، منهم 4433 رجل و4207 امرأة.

## التاريخ
قرية منشأة الأخوة من القرى القديمة، حيث وردت باسم «سفط البهو» وتعرف أيضًا باسم «منشية الإخوة» في أعمال المرتاحية ضمن قرى الروك الصلاحي التي أحصاها ابن مماتي في كتاب قوانين الدواوين، كما وردت باسم «منشية الإخوة» في أعمال الدقهلية والمرتاحية ضمن قرى الروك الناصري التي أحصاها ابن الجيعان في كتاب «التحفة السنية بأسماء البلاد المصرية». وفي العصر العثماني وردت باسم «منشية الإخوة» في التربيع العثماني الذي أجراه الوالي العثماني سليمان باشا الخادم في عصر السلطان العثماني سليمان القانوني ضمن قرى ولاية الدقهلية، وفي تاريخ 1228هـ/1813م الذي عدّ قرى مصر بعد المسح الذي قام به محمد علي باشا باسم «منشأة الإخوة» ضمن قرى مديرية الدقهلية.